# Mioclònia
Les mioclònies són sacsejades sobtades i involuntàries d'un múscul o grup de músculs. Les estirades mioclòniques generalment són causades per contraccions musculars sobtades anomenades mioclònies positives, o per una relaxació muscular, anomenat mioclònies negatives. Les sacsejades mioclòniques poden ocórrer soles o en seqüència, seguint un patró o sense cap patró. Poden ocórrer infreqüentment, o moltes vegades per minut. Les mioclònis ocasionalment ocorren com resposta a un esdeveniment extern o quan una persona tracta de fer un moviment. Les contraccions no poden ser controlades per la persona que les pateix.

## Etiologia
Les mioclònies es poden desenvolupar com a reacció a una infecció, a una lesió en el cap o en la medul·la espinal, a l'apoplexia, als tumors cerebrals, a la insuficiència renal o hepàtica, a la malaltia d'emmagatzematge de lípids, a l'enverinament químic o per drogues, a l'encefalopatia espongiforme bovina o a altres trastorns. Una privació perllongada d'oxigen al cervell (hipòxia), pot resultar en una mioclònia posthipòxica. La mioclònia pot aparèixer sense símptomes acompanyants, però amb més freqüència és un de diversos símptomes associats amb una gran varietat de trastorns del sistema nerviós. Per exemple, les sacsejades mioclòinques es poden desenvolupar en pacients amb esclerosi múltiple, la malaltia de Parkinson, la malaltia d'Alzheimer o la malaltia de Creutzfeldt-Jakob. Les sacsejades mioclòniques ocorren comunament en persones amb epilèpsia, un trastorn que l'activitat elèctrica en el cervell s'altera, el que condueix a convulsions.

## Tipus
És difícil classificar les moltes diferents formes de mioclònies perquè les causes, els efectes i les respostes a la teràpia varien molt. A continuació hi ha els tipus descrits més comuns.
- La mioclònia d'acció es caracteritza per sacsejades musculars provocades o intensificades per moviments voluntaris o fins i tot per la intenció de moure's. Es pot empitjorar per intents de fer moviments coordinats precisos. La mioclònia d'acció és la forma més incapacitant de mioclònia i pot afectar els braços, les cames, la cara i fins a la veu. Aquest tipus de mioclònia sovint és causada per un dany cerebral que resulta de la falta d'oxigen i flux sanguini al cervell quan la respiració o el batec del cor es deté temporalment.
- La mioclònia reflexa cortical és un tipus d'epilèpsia que s'origina en l'escorça cerebral que és la capa exterior, o "substància grisa" del cervell, responsable del processament d'informació que té lloc en el cervell. En aquest tipus de mioclònia, les contraccions generalment només involucren alguns músculs en una sola part del cos, però també poden ocórrer contraccions que involucren molts músculs. La mioclònia reflexa cortical es pot intensificar quan els pacients tracten de moure's de certa manera o perceben una sensació en particular.
- La mioclònia essencial ocorre quan no hi ha epilèpsia o altres anormalitats aparents en el cervell o en els nervis. Pot ocórrer de manera aleatòria en persones que no tenen historial familiar, però també pot aparèixer entre membres de la mateixa família, el que indica que de vegades pot ser un trastorn heretat. La mioclònia essencial tendeix a mantenir-se estable sense que augmenti la seva severitat amb el temps. Alguns científics especulen que algunes formes de mioclònia essencial poden ser un tipus d'epilèpsia l'origen del qual es desconeix.
- La mioclònia palatina és una contracció rítmica regular d'un o ambdós costats de la part posterior del sostre de la boca: el paladar tou. Les contraccions poden estar acompanyades per mioclònies en altres músculs incloent els de la cara, la llengua, la gola i el diafragma. Les contraccions són molt ràpides, ocorrent fins a 150 vegades per minut, i poden persistir durant el somni. L'afecció generalment apareix en adults i pot durar indefinidament. Les persones amb mioclònia palatina generalment ho veuen com un problema menor, encara que ocasionalment es queixen d'un esclafit a l'oïda, un soroll que ocorre quan els músculs del paladar tou es contreuen.
- La mioclònia epilèptica progressiva (o PME, per les seves sigles en anglès) és un grup de malalties caracteritzades per mioclònia, convulsions epilèptiques, i altres símptomes seriosos com dificultat per a caminar o parlar. Aquests trastorns rars sovint s'empitjoren amb el temps i de vegades són fatals. Els estudis han identificat almenys tres formes de PME. La malaltia de cossos de Lafora (o epilèpsia mioclònica de Lafora) és heretada com un trastorn autosòmic recessiu, el que vol dir que la malaltia ocorre solament quan un nen hereta dues còpies del gen defectuós, un de cada pare. La malaltia de cossos de Lafora es caracteritza per mioclònies, convulsions epilèptiques, i demència (una pèrdua progressiva de la memòria i d'altres funcions intel·lectuals). Un segon grup de malalties de PME pertanyents a la classe de malalties d'emmagatzematge cerebral generalment involucren mioclònies, problemes visuals, demència, i distonia (contraccions musculars sostingudes que causen moviments de contorsió o postures anormals). Un altre grup de trastorns de PME en la classe de degeneracions sistèmiques sovint estan acompanyats per mioclònies d'acció, convulsions, i problemes amb l'equilibri i el caminar. Moltes de les malalties de PME comencen en la infantesa o l'adolescència.
- La mioclònia reflexa reticular és un tipus d'epilèpsia generalitzada que s'origina al tronc de l'encèfal, la part del cervell que connecta amb la medul·la espinal i controla les funcions vitals com la respiració i el batec del cor. Les sacsejades mioclòniques generalment afecten tot el cos, amb els músculs d'ambdós costats del cos afectats simultàniament. En algunes persones, les sacsejades mioclòniques ocorren en una sola part del cos, com en les cames, amb tots els músculs d'aquesta part corporal involucrats en cada sacsejada. La mioclònia reflexa reticular pot ser activada per un moviment voluntari o per un estímul extern.
- La mioclònia provocada per l'estimulació és induïda per una varietat d'esdeveniments externs, incloent sorolls, el moviment i la llum. La sorpresa pot augmentar la sensibilitat del pacient.
- La mioclònia nocturna ocorre durant les fases inicials del somni, especialment al moment de quedar-se dormit. Certes formes semblen ser provocades pels estímuls. Algunes persones amb mioclònies nocturnes rares vegades senten molèstia o necessiten tractament per al trastorn. No obstant això, la mioclònia pot ser un símptoma d'un trastorn del somni més complex i preocupant, com la síndrome de les cames neguitoses, i pot necessitar tractament mèdic.